# 76 Virginis
76 Virginis, eller h Virginis, är en gul jätte i Jungfruns stjärnbild.
Stjärnan har visuell magnitud +5,21 och synlig för blotta ögat vid normal seeing. Den befinner sig på ett avstånd av ungefär 235 ljusår.